# Behind Closed Doors (Thunder)
Behind Closed Doors è il terzo album in studio dei Thunder, pubblicato nel 1995 per l'etichetta discografica EMI Records.

## Descrizione
Dopo aver registrato alcune demo iniziali di nuovo materiale a Londra, i Thunder iniziarono la pre-produzione del loro terzo album in studio il 6 maggio 1994 presso gli Stanbridge Studios di Haywards Heath, nel West Sussex.  Mike Fraser, che in precedenza aveva mixato l'album di debutto della band Backstreet Symphony nel 1990, è tornato come produttore principale dell'album insieme al chitarrista della band Luke Morley. Il 23 maggio, la band è volata ad Atlanta, in Georgia, per iniziare la registrazione del nuovo album al Southern Tracks.  
Morley ha spiegato che si trattava di "un ultimo disperato tentativo di motivare la Geffen Records", l'etichetta discografica americana della band, che secondo lui non aveva supportato la precedente pubblicazione Laughing on Judgment Day. Alla fine, il produttore della band John Kalodner in seguito lasciò la Geffen per la Sony Music Entertainment e l'album alla fine non fu pubblicato negli Stati Uniti

## Tracce
1. Moth to the Flame – 5:00
2. Fly on the Wall – 4:30
3. I'll Be Waiting – 4:24
4. River of Payne – 3:40
5. Future Train – 7:00
6. Til the River Runs Dry – 4:44
7. Stand Up – 4:00
8. Preaching from a Chair – 6:17
9. Castles in the Sand – 4:43
10. Too Scared to Live – 4:25
11. Ball and Chain – 3:54
12. Flawed to Perfection – 4:55

## Formazione
- Danny Bowes - voce
- Luke Morley - chitarra, voce
- Ben Matthews - chitarra, tastiere
- Mark "Snake" Luckhurst - basso
- Harry James - batteria, percussioni